# Sołniecznyj (Chanty-Mansyjski Okręg Autonomiczny)
Sołniecznyj (ros. Солнечный) – osiedle w Rosji, w Chanty-Mansyjskim Okręgu Autonomicznym, w rejonie surguckim. W 2010 liczyło 10 103 mieszkańców.